# Série o robotech
Série o robotech je vědeckofantastická literární série obsahující čtyři romány a několik povídek amerického spisovatele Isaaca Asimova o společnosti využívající roboty s pozitronickým mozkem.

## Romány
V knihách je představen úspěšný pozemský detektiv Elijáš Baley, jenž se pokouší rozluštit zdánlivě neřešitelné případy. Jeho partnerem při vyšetřování je humanoidní robot R. Daneel Olivaw, jenž byl stvořen aurorskými robotiky dr. Hanem Fastolfem a dr. Rojem Nemennuhem Sartonem. Děj je zasazen do prostředí v daleké budoucnosti (cca 5020 n. l.), v níž figuruje silně přelidněná Země nacházející se v nevýhodném postavení vůči 50 vyspělým Intermitentním planetám. V posledních dvou knihách (Roboti úsvitu a Roboti a impérium) vystupuje jako jedna z hlavních postav další (nehumanoidní) robot R. Giskard Reventlov, jenž dokáže lidem číst myšlenky a sledovat myšlenkové pochody robotů.
Protože první dva romány o robotech byly napsány před rokem 1962, nebyly oceněny některou z literárních sci-fi cen, např. cenou Hugo, která vznikla po tomto roce. Třetí kniha Roboti úsvitu již byla nominována na cenu Hugo a Locus v roce 1984 a čtvrtá Roboti a impérium byla nominována na cenu Locus v roce 1986.
Seznam čtyř románů (řazeno chronologicky):
- Ocelové jeskyně, angl. The Caves of Steel (1954) – ve Vesmírném městě (enkláva obyvatel Vnějších světů na planetě Zemi) dojde k vraždě dr. Sartona, jenž byl spolutvůrcem humanoidního robota R. Daneela Olivawa. Ten je přidělen k detektivu Elijáši Baleymu, jenž se musí během vyšetřování potýkat s protirobotickými náladami na Zemi a vlastními předsudky.
- Nahé slunce, angl. The Naked Sun (1957) – po úspěšném vyřešení případu vraždy na Zemi je Baley za několik měsíců povolán na planetu Solarii, kde se setká se sociologickým extrémem, na jednoho obyvatele připadá 10 000 robotů. Na Solarii, která nemá vlastní policii někdo zavraždil manžela Gladie Delmarrové a Baley musí opět využít všech svých schopností k odhalení zločinu.
- Roboti úsvitu, angl. The Robots of Dawn (1983) – detektivův věhlas se rozšířil po všech osídlených planetách. Dva roky po návratu ze Solarie je v nouzi dr. Fastolfe, významný robotik z Aurory, jenž společně se zavražděným dr. Sartonem v minulosti zkonstruoval R. Daneela Olivawa. Je viněn ze zničení druhého humanoidního robota R. Jandera Paneela a je na Baleym, aby dokázal jeho nevinu. Pokud to nezvládne, důsledky budou nepříznivé i pro jeho vlastní planetu Zemi.
- Roboti a impérium, angl. Robots and Empire (1985) – necelých dvě stě galaktických let uplynulo od aféry na Auroře[5] a Gladia vzpomíná na Elijáše Baleyho, který už není mezi živými (obyvatelé Vnějších světů se dožívají až 400 let). R. Danel Olivaw a R. Giskard Reventlov nyní patří jí, dr. Fastolfe jí oba roboty před svou smrtí zanechal. Oba roboti se snaží dopátrat podstaty vážné krize, která ohrožuje lidskou civilizaci. Tato hrozba vychází od dr. Keldena Amadira a jeho spojence Mandama Levulara, kteří se snaží převést do praxe plán na zničení Země. R. Daneel zformuluje tzv. nultý zákon robotiky.[6]

## Povídky
Většina autorových robotických povídek se odehrává v době rozvoje pozitronové robotiky a první vlny kolonizace vesmíru (osídlení padesáti Vnějších světů). Roboti se řídí třemi zákony robotiky - implementovanými v jejich pozitronových mozcích, které jim nedovolí obrátit se proti svým tvůrcům.
V povídkách se vyskytují určité nesrovnalosti a rozdíly, nebyly původně psány jako jednolité téma, rozdíly jsou i mezi povídkami a romány. Některé nejsou zasazeny do universa Nadace, např. povídka „Bezděčné vítězství“ (anglicky „Victory Unintentional“) obsahuje nehumanoidní civilizaci na Jupiteru. Povídka „Dejme hlavy dohromady“ (anglicky „Let's Get Together“) popisuje humanoidní roboty bez zmínky třech zákonů robotiky a probíhá v odlišné budoucnosti, kde stále pokračuje studená válka.
Povídka „Zrcadlový obraz“ navazuje na romány Ocelové jeskyně a Nahé slunce , R. Daneel Olivaw kontaktuje na Zemi svého kolegu a přítele Elijáše Baleyho, aby pomohl nalézt pravdu ve sporu dvou význačných matematiků.

## Inspirace
Jednou z inspirací pro Asimovovy roboty byli „Zoromové“ (angl. „Zoromes“), mechaničtí lidé z povídky Neila Ronalda Jonese z roku 1931 „The Jameson Satellite“. Isaac Asimov ji četl ve svých jedenácti letech a označil ji za zdroj inspirace v antologii sci-fi 30. let 20. století Na úsvitu Zlatého věku (anglicky „Before the Golden Age“, 1974, česky vydalo nakladatelství Mustang v roce 1995). Zde popsal science fiction, kterou četl ve svém mládí. Napsal:
Byli to Zoromové, kteří se poprvé objevili v povídce „The Jameson Satellite“ a inspirovali mě k myšlence benevolentních robotů, kteří mohou sloužit lidem se vší slušností, jako tihle sloužili profesoru Jamesonovi. Byli to právě Zoromové, kteří byli předchůdci všech mých pozitronických robotů, od Robbieho až po R. Daneela.